# 毛黄连花
毛黄连花（学名：Lysimachia vulgaris）为报春花科珍珠菜属的植物。分布在欧洲、高加索、中亚、西伯利亚以及中国大陆的新疆等地，生长于海拔500米至700米的地区，见于沟边芦苇地中，目前尚未由人工引种栽培。

## 异名
- Lysimachia vulgaris L. var. stenophylla Boiss.